# مالوكس
هيدروكسيد الألومنيوم / هيدروكسيد المغنيسيوم / سيميثيكون هو دواء مركب يستخدم للمساعدة في علاج حرقة المعدة، وعسر الهضم، وانتفاخ البطن، وعدم الراحة من الإفراط في تناول الطعام .   وهو متوفر على شكل سائل أو حبوب، ويتم تناوله عن طريق الفم . 
قد تشمل الآثار الجانبية الإسهال أو الإمساك أو انخفاض البوتاسيوم.   كم أنه قد يقلل من امتصاص الأدوية الأخرى.  و ينبغي توخي الحذر عند الأشخاص الذين يعانون من مشاكل في الكلى.  يعتبر الاستخدام مقبولاً عند الرضاعة الطبيعية .   تعتبر مكونات هيدروكسيد الألومنيوم وهيدروكسيد المغنيسيوم هي مضادات الحموضة بينما يقلل سيميثيكون من غازات الأمعاء.  أما فائدة تناول مضادات الحموضة المصنوعة من الألومنيوم و المغنيسيوم فتساعد في حدوث تغير طفيف عمومًا في حركات الأمعاء. 
في الولايات المتحدة تبلغ تكلفة الزجاجة سعة 350 مل حوالي 10 دولارًا أمريكيًا اعتبارًا من عام 2023، وهي متاحة بدون وصفة طبية. و يباع تحت أكثر من 50 اسمًا تجاريًا بما في ذلك Diovol Plus و Maalox. كما أن له نكهات مختلفة متوفرة.